# Koseritz Deutsche Zeitung
Kosertiz Deutsche Zeitung fue un periódico brasileño editado en Porto Alegre. Fue fundado por Carlos von Koseritz en 1881 luego de una disputa con los editores del Deutsche Zeitung por la organización de la Exposición Brasileña-Alemana. Fue un periódico alineado entre los liberales y en defensa de la colonia alemana en Río Grande del Sur. Circuló luego de la muerte de Von Koseritz, en 1890, hasta 1906 cuando cambió su nombre a "Neue Deutsche Zeitung" que, a su vez, circuló hasta la campaña de nacionalización durante el Estado Novo.